# Выкатывание за пределы взлётно-посадочной полосы

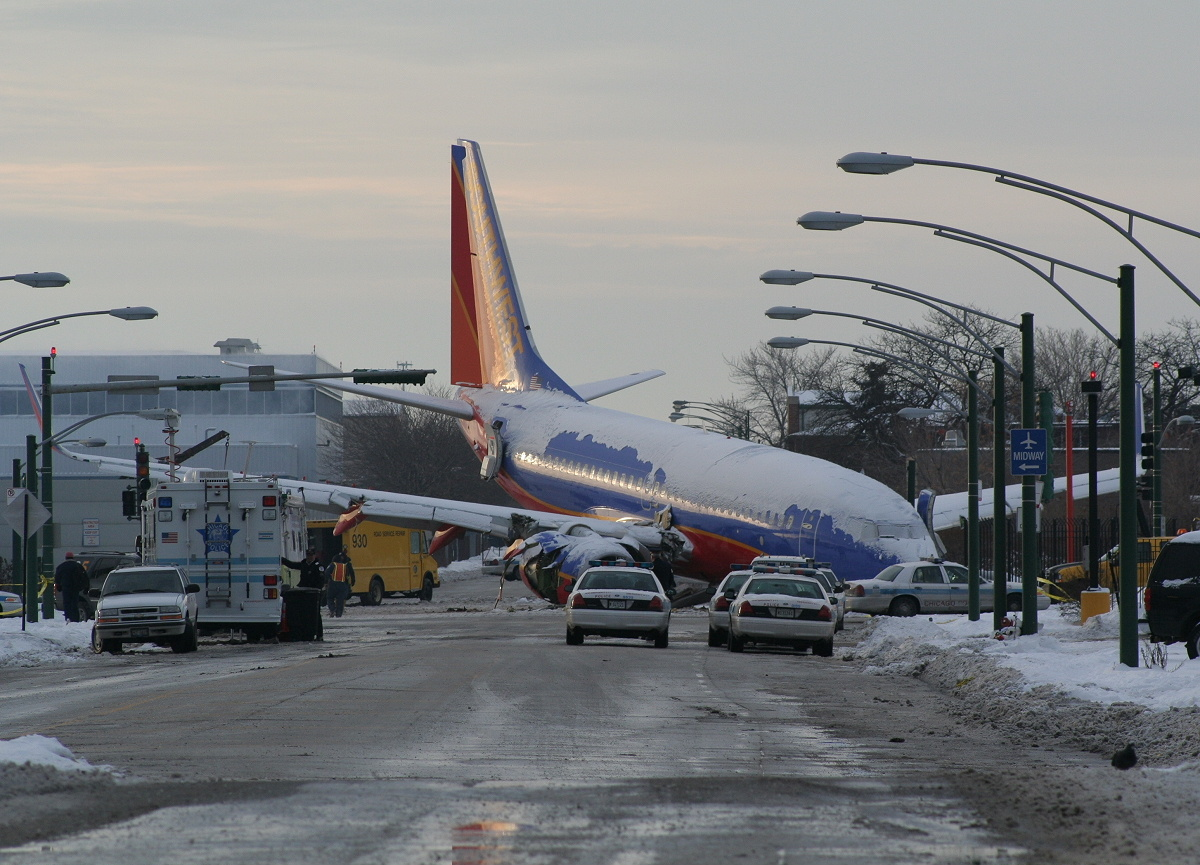
Boeing 737-700 после выкатывания в аэропорту Чикаго-Мидуэй

Выкатывание за пределы ВПП — тип авиационного происшествия, когда самолёт во время взлёта или посадки выкатывается за пределы взлётно-посадочной полосы из-за невозможности остановиться в её пределах. Чаще всего случается в результате ошибок экипажа и сложных погодных условий, но иногда выкатывание происходит из-за технических неисправностей.
По данным Flight Safety Foundation выкатывание за пределы ВПП является наиболее частым типом авиационного происшествия при посадке воздушного судна.

## Предотвращение аварий
На предотвращение аварий и катастроф, вызванных выкатыванием за пределы ВПП, направлено множество усилий. Они направлены как на снижение вероятности выкатывания, так и на минимизацию травм пассажиров, полученных в результате аварии.

### EMAS

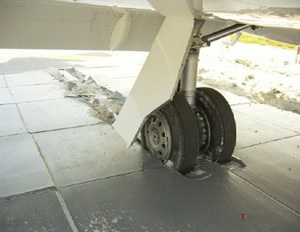
Шасси остановленного самолёта в пределах EMAS

Поскольку выкатывание обычно происходит на маленьких скоростях, необходимо было поместить некий материал за пределами ВПП, чтобы замедлить и остановить самолёт в результате выкатывания и предотвратить его дальнейшее движение, которое может привести к падению в овраг или столкновению с домами. Согласно сценарию, самолёт должен выкатится за пределы ВПП на относительно низкой скорости и наехать на EMAS (англ. Engineered materials arrestor system, дословно переводится как Система защиты из инженерных материалов). Шасси самолёта должны проломить тонкие бетонные блоки и самолёт замедлится, поскольку под бетонными блоками находится гравий или песок. Самолёт тратит большое количество энергии на то, чтобы проломить следующие бетонные блоки,  замедляется и в конце концов останавливается.

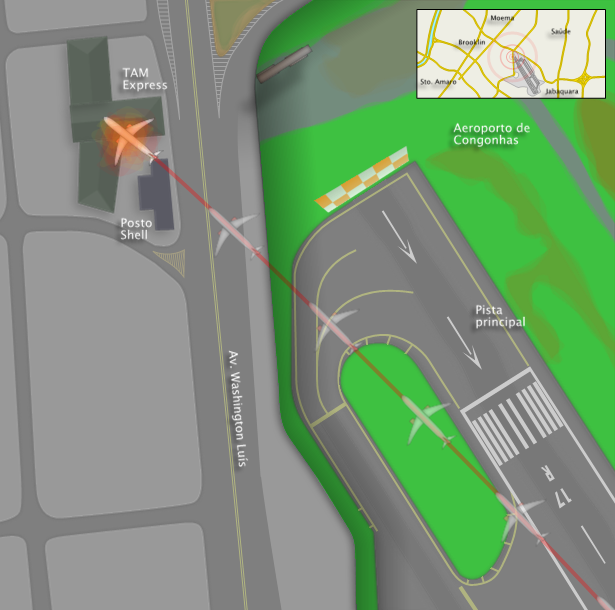
Траектория направления рейса 3054 TAM перед тем как он врезался в здание. Во время посадки на мокрую ВПП, ближе к концу ВПП, самолёт повернул слегка влево, и EMAS не спас бы самолёт. Также скорость была слишком велика для безопасной остановки лайнера.

Однако, поскольку эту зону устанавливают только на торце ВПП, это не останавливает любые выкатывания. Иногда при выкатывании самолёт отклоняется от траектории направления взлётно-посадочной полосы (как, например, Катастрофа A320 в Сан-Паулу), и тогда EMAS не сможет остановить самолёт, поскольку лайнер даже не наедет на неё. Также проблему составляет слишком большая скорость при выкатывании, и у EMAS не получится полностью остановить самолёт, лишь замедлить (как, например, Авария A340 в Торонто). Для того, чтобы было больше шансов остановить выкатывающийся самолёт на большой скорости, площадь EMAS постепенно увеличивают.
В октябре 2016 года Boeing 737, на борту которого находился вице-президент США Майк Пенс, выкатился за пределы ВПП, однако никто не пострадал, поскольку самолёт остановился в пределах EMAS.
По состоянию на декабрь 2020 года, эта система была установлена в более 50 аэропортах США, и успешно спасла около 15 самолётов от выкатывания.
В настоящее время ИКАО требует, чтобы EMAS была длиной не менее 90 метров.

### Увеличение длины и ширины взлётно-посадочной полосы
Основным способом предотвращения выкатывания является расширение и удлинение ВПП, чтобы иметь возможность принимать более крупные воздушные суда и дать им больше места для безопасного торможения. В 1960-х годах, после появления реактивных лайнеров вроде Boeing 707, которые совершают взлёт и посадку на более высоких скоростях в сравнении с более ранними пропеллерными самолётами, потребовались более длинные взлётно-посадочные полосы. В середине 1960-х федеральное управление гражданской авиации США увеличило минимальную длину ВПП на 240 метров, в аэропортах с дождливым климатом — на 370 метров.

## Авиационные происшествия, произошедшие в результате выкатывания за пределы взлётно-посадочной полосы
Выкатывание за пределы взлётно-посадочной полосы является самой частой причиной авиационных происшествий. Чаще всего, все или большинство человек на борту выживают, однако иногда погибает большое количество людей, обычно когда самолёт врезается в здание (как это произошло при катастрофе A310 в Иркутске). Крупнейшей катастрофой, произошедшей в результате выкатывания, является катастрофа рейса 3054 TAM, когда самолёт на большой скорости выкатился с ВПП и врезался в здание авиакомпании, в которой также были запасы авиатоплива.
Ниже приведены примеры авиационные происшествий, произошедших в результате выкатывания за пределы ВПП:
| Дата       | Самолёт                 | Авиакомпания       | Место                    | Жертвы     | Описание |
| ---------- | ----------------------- | ------------------ | ------------------------ | ---------- | --- |
| 19.11.1977 | Boeing 727              | TAP Air Portugal   | Аэропорт Мадейры, Фуншал | 131/164    | Самолёт превысил скорость при посадке и выкатился на пляж.                                                                     |
| 13.09.1982 | McDonnell Douglas DC-10 | Spantax            | Малага                   | 50/394     | У самолёта разрушились покрышки шасси при взлёте, он выкатился за пределы ВПП и врезался в здания.                             |
| 04.11.1993 | Boeing 747-400          | China Airlines     | Кайтак, Гонконг          | 0/396      | В результате сложных погодных условий и ошибок экипажа скатился в пролив.                                                      |
| 01.06.1999 | McDonnell Douglas MD-82 | American Airlines  | Литл-Рок, Арканзас       | 11/145     | После выкатывания за пределы ВПП во время сильного ветра врезался в мост и разрушился.                                         |
| 05.03.2000 | Boeing 737-300          | Southwest Airlines | Бербанк, Калифорния      | 0/142      | После превышения скорости выкатился за пределы ВПП и остановился в паре метров от бензозаправочной станции.                    |
| 30.11.2004 | McDonnell Douglas MD-82 | Lion Air           | Суракарта                | 25/153     | После выкатывания врезался в насыпь и разрушился на 2 части.                                                                   |
| 08.12.2005 | Boeing 737-700          | Southwest Airlines | Мидуэй, Чикаго           | 1+0/103    | Выкатился на автомобильное шоссе, и врезался в автомобиль, в котором погиб один мальчик.                                       |
| 02.08.2005 | Airbus A340-300         | Air France         | Торонто-Пирсон, Онтарио  | 0/309      | В сложных метеоусловиях выкатился за пределы взлётно-посадочной полосы и рухнул в овраг.                                       |
| 09.07.2006 | Airbus A310-300         | Сибирь             | Иркутск                  | 125/203    | Экипаж случайно перевёл один из двигателей во взлётный режим. Самолёт выкатился за пределы ВПП и врезался в гаражный комплекс. |
| 07.03.2007 | Boeing 737-400          | Garuda Indonesia   | Джокьякарта              | 21/140     | После грубой посадки выкатился за пределы ВПП, разрушился и загорелся.                                                         |
| 17.07.2007 | Airbus A320-200         | TAM Airlines       | Конгоньяс, Сан-Паулу     | 12+187/187 | Во время посадки на мокрую ВПП выкатился за пределы ВПП, врезался в здание авиакомпании и взорвался.                           |
| 22.05.2010 | Boeing 737-800          | Air-India Express  | Мангалур                 | 158/166    | После выкатывания за пределы ВПП рухнул в овраг и полностью разрушился.                                                        |
| 29.12.2012 | Ту-204-100B             | Red Wings Airlines | Внуково, Москва          | 5/8        | После посадки выкатился за пределы ВПП, врезался в ограждение аэропорта и разрушился.                                          |
| 05.02.2020 | Boeing 737-800          | Pegasus Airlines   | Стамбул                  | 3/183      | Выкатился за пределы ВПП, упал с обрыва и разрушился на 3 части.                                                               |
| 07.08.2020 | Boeing 737-800          | Air-India Express  | Кожикоде                 | 21/190     | Выкатился за пределы ВПП, рухнул в ущелье и разрушился на 2 части.                                                             |
| 23.10.2022 | Airbus A330-300         | Korean Air         | Себу                     | 0/173      | Выкатился за пределы ВПП при посадке, предположительно из-за отказа гидравлической системы.                                    |